# Hejnov

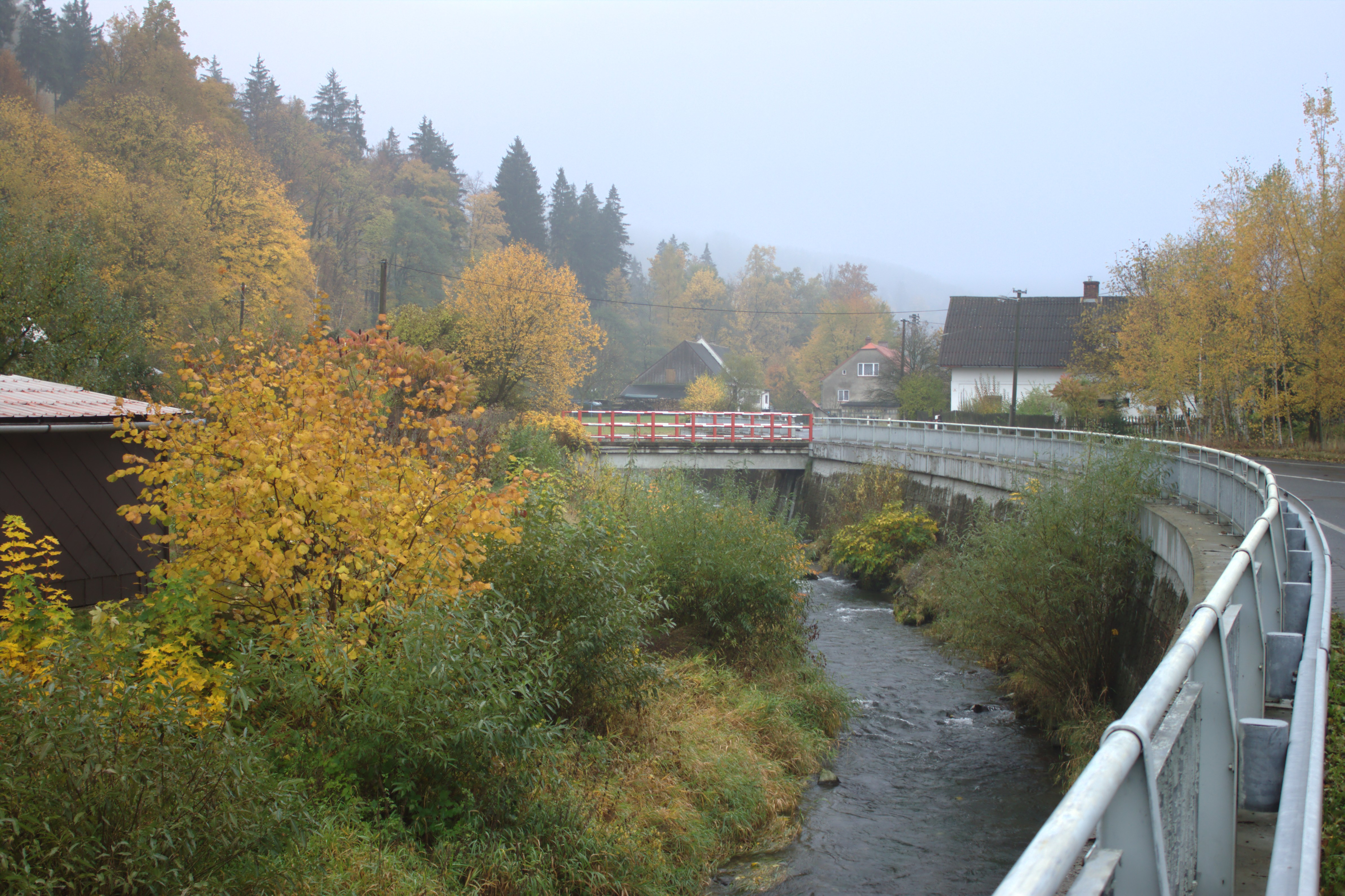
Die Opavice in Hejnov

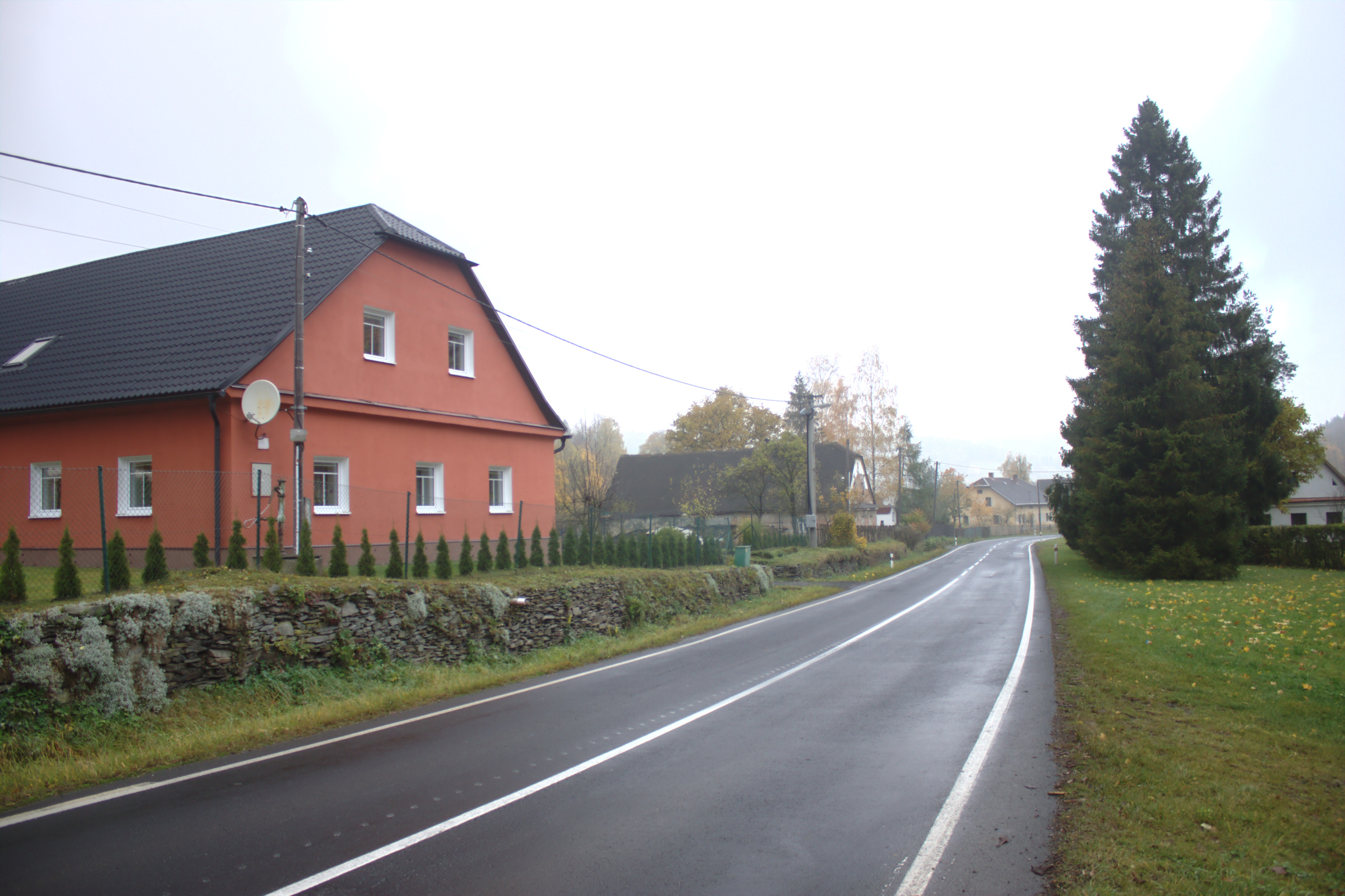
Häuser an der Staatsstraße

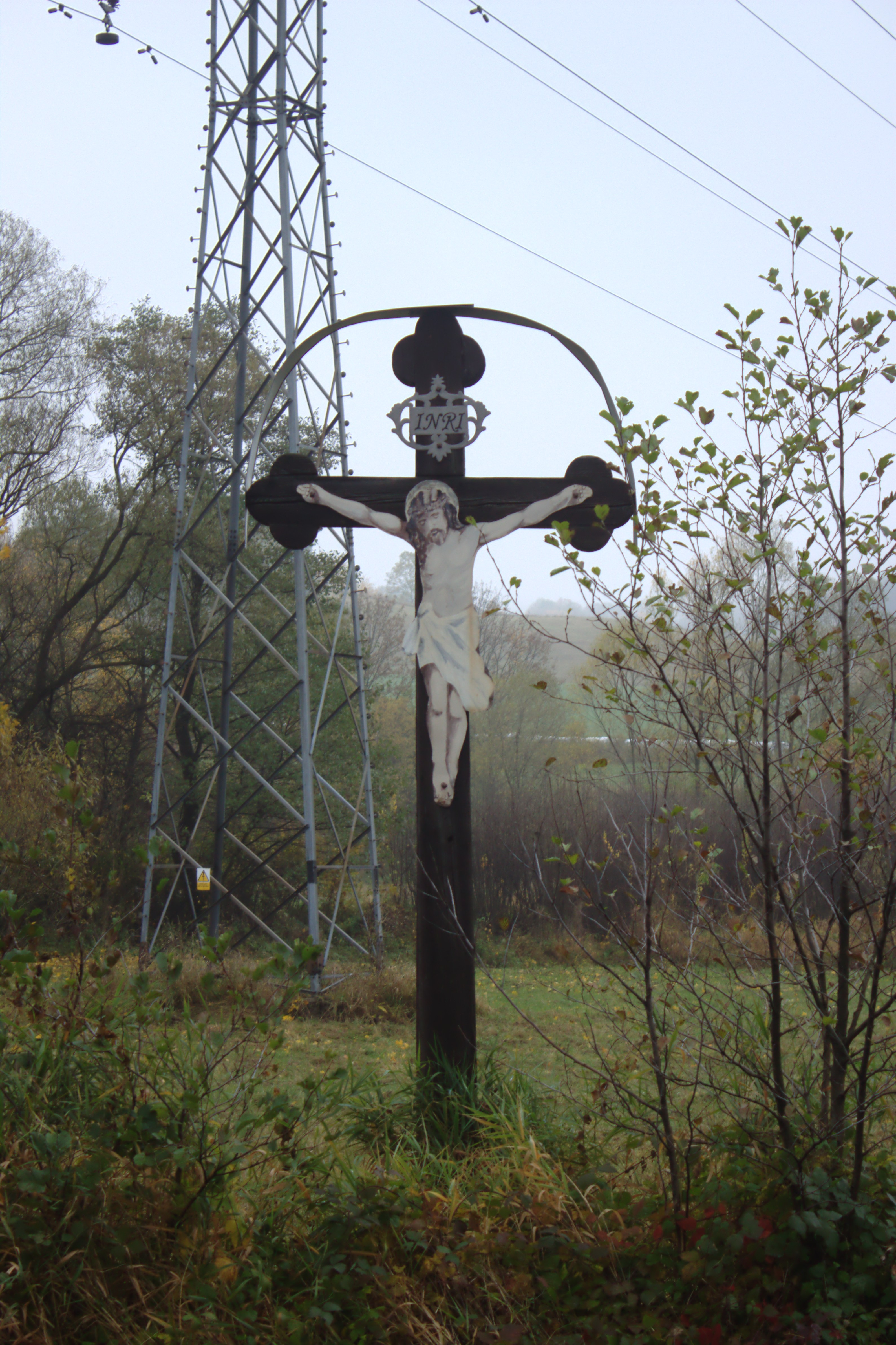
Wegkreuz

Hejnov,  bis 1947 Heindorf ist ein Ortsteil der Gemeinde Holčovice (Hillersdorf) in Tschechien. Er liegt fünf Kilometer westlich von Město Albrechtice (Olbersdorf) und gehört zum Okres Bruntál.

## Geographie
Hejnov, das als Waldhufendorf angelegt wurde, erstreckt sich in der zur Zlatohorská vrchovina (Zuckmanteler Bergland) gehörigen Hynčická hornatina (Heinzendorfer Hochland) auf einer Länge von knapp zwei Kilometern zwischen Dolní Holčovice (Nieder Hillersdorf) und Hynčice (Heinzendorf) im Tal der Opavice (Goldoppa). Nordöstlich erhebt sich die Obecní hora (Gemeindeberg, 673 m. n.m.), im Osten die Karlova hora (717 m. n.m.), südöstlich der Na kopci (705 m. n.m.), im Westen der Na Skále (Steinbuxe, 696 m. n.m.) und der Komorský vrch (738 m. n.m.) sowie nordwestlich der Milíře (755 m. n.m.). Durch den Ort führt die Staatsstraße II/453 zwischen Heřmanovice (Hermannstadt) und Město Albrechtice.
Nachbarorte sind Stará Dlouhá Voda (Alt Langwasser) im Norden, Hynčice im Nordosten, Ves Albrechtice (Olbersdorf Dorf) im Osten, Žáry (Oberschaar) und Česká Ves (Neudörfel) im Südosten, Hutě (Hütte) und Dlouhá Ves (Langendorf) im Süden, Dolní Holčovice im Südwesten, Stará Komora (Alt-Kammer) und Nová Komora (Neu-Kammer) im Westen sowie  Nová Dlouhá Voda (Neu Langwasser) im Nordwesten.

## Geschichte
Heindorf wurde vermutlich wie das benachbarte Hillersdorf im Zuge der Kolonisation des Berglandes im 14. Jahrhundert gegründet und erlosch während des Böhmisch-ungarischen Krieges (1468–1479). Der Erbherr der schlesischen Güter Olbersdorf und Heinzendorf, Georg Sup von Füllstein, überließ am Sonntag nach Trinitatis 1555 einigen seiner Untertanen Grundstücke in der oberhalb von Heinzendorf gelegenen Wüstung Haindorf, um dort ein neues Dorf zu gründen. Im 1602 vom Herrschaftlich Olbersdorfer Beamten und Landschreiber des Herzogtums Jägerndorf, Hans Neumann von Rieglitz und Löwenstein, erstellten Musterungsverzeichnis (mustruňk) sind für Haindorf ein Erbrichter, ein Kretschmer, 40 Gärtner und ein Chalupner aufgeführt, deren Bewaffnung aus 13 Gewehren und 30 Bajonetten bestand.
Der Besitzer der Herrschaft Olbersdorf, Hans Christoph von Waldstein, überließ seinen Haindorfer Untertanen Georg Irblich, David Haissig, Georg Herrmann, Michael Hein, Martin Hanke, Nickel Adam und Walter Weikenschmiedt am 26. Mai 1618 zum besseren Lebensunterhalt ein Stück Feld und Wald zu. Hans Christoph von Waldstein verlor seine Güter 1622 wegen der Beteiligung am böhmischen Ständeaufstand von 1618. Im Jahr darauf wurde die Herrschaft Olbersdorf dem Jesuitenkolleg in Neisse übereignet. Dessen Rektoren Ludovicus Ciasius und Ferdinand Waldthauser bestätigten 1632 bzw. 1688 die alten Privilegien des Dorfes. Im Urbar der Herrschaft Olbersdorf von 1689 sind für Haindorf ein Müller, 42 Großgärtner und 14 Kleingärtner ausgewiesen. 1716 erhob Kaiser Karl VI. die Herrschaft Olbersdorf zu einer Freien Standesherrschaft. Im Karolinischen Kataster aus den 1730er Jahren ist in Heindorf eine Drahtfabrik aufgeführt. Im Jahre 1813 löste Dauerregen im Gebirge ein schweres Hochwasser der Goldoppa aus. Dabei rissen die Fluten in Heindorf 16 Häuser fort und beschädigten weitere 30 stark; der Gesamtschaden wurde auf 26.350 Gulden geschätzt.
Im Jahre 1835 bestand Heindorf aus 64 ärmlichen hölzernen Häusern mit 444 deutschsprachigen und katholischen Einwohnern. Im Ort gab es eine Schule. Pfarrort war Heinzendorf. Die Nutzfläche umfasste 201 Joch Ackerland, 191 Joch Trieschfelder, 167 Joch Wald und 22 Joch Wiesen. Zu dieser Zeit wurde die Bezirksstraße von Olbersdorf entlang der Goldoppa nach Hermannstadt gebaut. Bis zur Mitte des 19. Jahrhunderts blieb Heindorf der Minder-Standesherrschaft Olbersdorf untertänig.
Nach der Aufhebung der Patrimonialherrschaften bildete Heindorf ab 1849 mit den Ortsteilen Alt-Kammer und Neu-Kammer eine Gemeinde im Gerichtsbezirk Olbersdorf. Alt-Kammer und Neu-Kammer lösten sich 1866 los und bildeten die Gemeinde Kammer. Ab 1869 gehörte Heindorf zum Bezirk Jägerndorf. Zu dieser Zeit hatte das Dorf 481 Einwohner und bestand aus 64 Häusern. Die Freiwillige Feuerwehr wurde 1885 gegründet. Im Jahre 1900 lebten in Heindorf 330 Personen, 1910 waren es 324. Nach dem Ende des Ersten Weltkrieges wurde Heindorf Teil der neugegründeten Tschechoslowakei. Beim Zensus von 1921 lebten in den 62 Häusern von Heindorf 298 Personen, darunter 293 Deutsche und ein Tscheche. Im Jahre 1930 bestand die Gemeinde Heindorf 69 Häusern und hatte 333 Einwohner; 1939 waren es 356. Nach dem Münchner Abkommen wurde das Dorf im Herbst 1938 dem Deutschen Reich zugesprochen und gehörte bis 1945 zum Landkreis Jägerndorf. Nach dem Ende des Zweiten Weltkrieges kam Heindorf 1945 zur Tschechoslowakei zurück. Die deutschsprachige Bevölkerung wurde in dieser Zeit größtenteils vertrieben. 1947 erfolgte die Umbenennung in Hejnov. Im Jahre 1950 wurde Dlouhá Voda eingemeindet; zu dieser Zeit lebten in den 76 Häusern des Dorfes Hejnov 174 Personen. 1960 erfolgte die Eingemeindung nach Holčovice. Mit Beginn des Jahres 1961 wurde das Dorf in den Okres Bruntál umgegliedert. Im Jahre 1970 hatte Hejnov 211 Einwohner. 1991 bestand das Dorf aus 50 Wohnhäusern und hatte 142 Einwohner. Beim Zensus von 2011 lebten in den 65 Häusern von Hejnov 144 Personen.

## Ortsgliederung
Der Ortsteil Hejnov bildet einen Katastralbezirk.

## Sehenswürdigkeiten
- Zwei hölzerne Wegkreuze
- Kriegerdenkmal